# Grace Chatto
Grace Chatto (Londres, 10 de diciembre de 1985) es una violonchelista, percusionista y vocalista británica de la banda Clean Bandit. Desde su infancia fue inculcada en el ambiente musical clásico por su padre, posteriormente asistió a diferentes institutos como la Royal Academy of Music, la Universidad de Westminster y la Universidad de Cambridge donde profundizo en la música y también conoció a Jack y Luke Patterson y a Neil Amin-Smith con quienes formaría la banda británica Clean Bandit

## Premios
- Mozart's House en 2010

## Otros proyectos
Chatto y Jack Patterson formaron su propia compañía de producción cinematográfica, Cleanfilm, para hacer videos musicales para ellos y otros artistas. Chatto ha producido y dirigido vídeos con Jack Patterson desde el inicio de la banda.
Chatto, con su padre, formó una banda de violonchelistas cantantes llamada Massive Violins, con los que aún interpreta.